# Александър Лодигин
Александър Николаевич Лодигин (1847 - 1923) е руски и американски електротехник.
През 1872 г. изобретява лампа с нажежаема жичка с тънка пръчица от ретортен въглен в стъклен съд, а през 1890 г. - лампа с метална жичка. Построява електрическа пещ.
В края на ХІХ век емигрира в САЩ, където умира през 1923 г.